# Andrade (football, 1957)
Pour les articles homonymes, voir Andrade.
Jorge Luís Andrade da Silva, principalement connu sous le nom de Andrade (né le 21 avril 1957 à Juiz de Fora (Brésil) est un footballeur brésilien reconverti entraîneur.

## Biographie

### Joueur
Andrade commence sa carrière de footballeur en 1977 en tant que milieu défensif au CR Flamengo, club qu'il fréquente déjà depuis 1974 dans la section junior. Il s'impose dès 1978 comme titulaire et est l'un des artisans de la page la plus glorieuse de l'histoire de Flamengo avec trois titres de champions du Brésil et les victoires en 1981 de la Copa Libertadores et de la Coupe intercontinentale.
En 1988, il est recruté par l'AS Rome mais n'y reste pas longtemps et déjà en 1989 il revient à Rio de Janeiro sous les couleurs du CR Vasco da Gama. Il remporte d'ailleurs cette même année le titre de champion du Brésil avec Vasco. Il fait également partie de l'équipe du Brésil aux Jeux olympiques d'été de 1988 à Séoul, où il remporte la médaille d'argent.
Il détient, à égalité avec le joueur Zinho qu'il a connu à Flamengo, le record du nombre de titres en championnat avec quatre unités, tous clubs confondus. En ajoutant le titre de champion du Brésil acquis en 2009 en tant qu'entraîneur, Andrade devient le footballeur brésilien le plus titré dans cette compétition.

### Entraîneur
Andrade débute comme entraîneur adjoint à Flamengo, son club formateur, et après deux matchs concluants à la tête de l'équipe, il est nommé entraîneur du club en 2004 pour une saison. Il reprend les rênes de l'équipe en 2009 et permet notamment au club de remporter le titre de champion du Brésil après plus de 17 ans de disette.

## Palmarès

### Joueur
- Vainqueur de la Coupe intercontinentale en 1981 avec le CR Flamengo
- Vainqueur de la Copa Libertadores en 1981 avec le CR Flamengo
- Vainqueur du championnat du Brésil en 1980, 1983 et 1987 avec le CR Flamengo et en 1989 avec le CR Vasco da Gama
- Vainqueur du championnat carioca en 1979, 1979[1], 1981 et 1986 avec le CR Flamengo
- Médaillé d'argent aux Jeux olympiques d'été de 1988 avec l'équipe du Brésil

### Entraîneur
- Vainqueur du championnat du Brésil en 2009 avec le CR Flamengo
- Vainqueur du trophée du meilleur entraîneur du championnat du Brésil en 2009